# Рогохвост можжевеловый
Рогохвост можжевеловый (лат. Urocerus sah) — вид сидячебрюхих перепончатокрылых из семейства рогохвостов (Siricidae).

## Распространение
Палеарктика. Северное Причерноморье, Кавказ, Закавказье, Малая Азия, Ближний Восток.

## Описание
Длина от 18 до 40 мм. Тело желтовато-коричневого и чёрного цвета (виски и темя жёлтые).
Личинки развиваются в древесине пихты, ели, сосны и можжевельника высокого (Juniperus excelsa).

## Охрана
Вид включён в Красную книгу Крыма. Причиной изменения численности является уничтожение лесных массивов и участков мест обитания вида.